# Cryptanthus ferrarius
Espèce
Cryptanthus ferrarius est une espèce de plantes de la famille des Bromeliaceae, endémique du Brésil et décrite en 2009.

## Distribution
L'espèce est endémique de l'État de Minas Gerais à l'est du Brésil.

## Description
Selon la classification de Raunkier, l'espèce est hémicryptophyte.